# Poduka
Poduka (fra. La Leçon), je kratka, jednočina drama Eugènea Ionesca iz 1951. Ova drama je jedna od Ionescovih najvažnijih djela, te ujedno jedno od najvažnijih djela Teatra apsurda, čiji je Ionesco bio pionir.

## Radnja
Radnja se događa u uredu i blagovaonici malog francuskog stana. Profesor, stariji čovjek s oko 50-60 godina, očekuje novu Učenicu (18 godina). Treći lik je Profesorova Domaćica, rumena žena s oko 40-50 godina, koja se stalno brine za Profesorovo "zdravlje". Kako poduka teče dalje, Profesor postaje sve ljući na (kako on to naziva) Učenicinu ignoranciju, a Učenica postaje sve tiša i podložnija uticajima. Na vrhuncu radnje, Profesor ubija Učenicu nakon serije non-sequitursa (koji su česti u Ionescovim dramama). Drama završava Domaćicinim pozdravljanjem nove učenice koja dolazi na "poduku".

## Vanjske poveznice
- The Lesson  Arhivirana inačica izvorne stranice od 7. travnja 2007. (Wayback Machine) Reviews by City Garage
- Eugène Ionesco & La Leçon Eugène Ionesco, La Leçon, 1951